# Plectrohyla mykter
Plectrohyla mykter är en groddjursart som först beskrevs av Adler och Richard William George Dennis 1972.  Plectrohyla mykter ingår i släktet Plectrohyla och familjen lövgrodor. IUCN kategoriserar arten globalt som starkt hotad. Inga underarter finns listade i Catalogue of Life.